# 伍氏半鰶
伍氏半鰶（学名：Hemiculterella wui），為輻鰭魚綱鯉形目鲴科半鰶属的其中一種。分布於亞洲中國珠江及錢塘江流域，本魚體延長且側扁，吻尖，口端為且斜裂，側線明顯，體被圓鱗，背鰭位於腹鰭基的後上方，臀鰭位於背鰭的後下方，尾鰭深叉形，背側呈淺褐色，腹部淺色，尾鰭深灰色，體長可達17.1公分，棲息在河川底中層水域，生活習性不明。